# كارل ألبرت أندرسن
كارل ألبرت أندرسن (بالنرويجية البوكمول: Carl Albert Andersen)‏ هو القافز بالزانة نرويجي، ولد في 15 أغسطس 1876 في كريستيانية في النرويج، وتوفي في 28 سبتمبر 1951 في أوسلو في النرويج.

## وصلات خارجية
- كارل ألبرت أندرسن على موقع اللجنة الأولمبية الدولية (الإنجليزية)
- كارل ألبرت أندرسن على موقع أوليمبيديا (الإنجليزية)